# Савезна влада Сједињених Америчких Држава
Савезна влада Сједињених Америчких Држава (енгл. Federal government of the United States) је национална влада Сједињених Америчких Држава, савезне републике која се налази првенствено у Северној Америци, која се састоји од 50 држава, пет великих самоуправних територија, неколико спољних острва и савезног округа и главног града Вашингтона, који је и седиште Владе.
Савезна влада САД, која се понекад назива „Вашингтон”, састоји се од три различита огранка: законодавног, извршног и судског, чија овлашћења су по Уставу САД дата Конгресу, председнику, односно савезним судовима. Овлашћења и дужности ових огранака су даље дефинисани актима Конгреса, укључујући стварање извршних одељења и судова подређених Врховном суду САД.